# Чирвине
Чи́рвине — село в Україні, у Роменському районі Сумської області. Населення становить 57 осіб. Входить до складу Липоводолинської селищної громади.
Після ліквідації Липоводолинського району 19 липня 2020 року село увійшло до Роменського району.

## Географія
Село Чирвине розташоване на відстані 1,5 км від сіл Аршуки, Галаївець та Хоменкове.
По селу тече струмок, що пересихає, із загатою. Поруч пролягає автомобільний шлях Т 1913.

## Історія
Село постраждало внаслідок геноциду українського народу, проведеного урядом СРСР 1923-1933 та 1946-1947 роках.
До 2019 року орган місцевого самоврядування — Калінінська сільська рада.